# Jane Karla Gögel
Jane Karla Rodrigues Gögel (Aparecida de Goiânia, 6 de julio de 1975) es una deportista paralímpica brasileña que sufrió poliomielitis de niña y de adulta superó un cáncer de mama. Gögel compitió en tres Juegos Paralímpicos: 2008 en Pekín, 2012 en Londres y 2016 en Río de Janeiro.

## Trayectoria
Gögel comenzó su carrera en 2003, a los 28 años, cuando fue invitada a probar varios deportes, en una asociación de pacientes físicos de la ciudad de Goiana en la que vivía. A Gögel le encantaba el tenis de mesa y empezó a practicar este deporte. Cuando mejoró, comenzó a ganar torneos nacionales y a participar en torneos internacionales. En los Juegos Parapanamericanos de 2005 ganó sus primeras medallas y se clasificó para el Campeonato Mundial de 2006. En tenis de mesa, Gögel participó también en los Juegos Panamericanos de Río de Janeiro y los Juegos Paralímpicos de Pekín 2008.
Cuando se clasificó en 2009 para la Copa del Mundo de 2010 en Corea, le fue diagnosticado un cáncer de mama. Durante el tratamiento de quimioterapia, Gögel continuó con sus entrenamientos y ganó en un torneo de Río de Janeiro la medalla de oro en la categoría individual y una medalla de plata en grupos, en un torneo en Río de Janeiro y en 2012 participó en los Juegos Paralímpicos de Londres 2012.
Abandonó la selección brasileña de tenis de mesa, ante la obligación de tener que trasladar su residencia. En 2015 comenzó a entrenar en la modalidad de tiro con arco paralímpico y ese mismo año se clasificó para los Juegos Panamericanos de Toronto 2015.
En 2018, Gögel se trasladó a Portugal, donde compite con el Sporting Clube de Portugal en tiro con arco.
Gögel es la madre de Lucas Lacerda y Lethícia Rodrigues Lacerda, una atleta paralímpica de tenis de mesa, considerada la mejor atleta de América en la clase F8 de este deporte.

## Competir a alto nivel (Reconocimientos y Premios)
Gögel ha conseguido varios reconocimientos y premios.
- 2019: obtuvo el récord mundial de tiro con arco de interior paralímpico. Ese mismo año, rompió el récord mundial en tres ocasiones.

- 2019 - sexto lugar en la Copa del Mundo de Holanda, que le permitió acceder a los Juegos Paralímpicos de Tokio, inicialmente programados para 2020;
- 2018 - lideró el ranking mundial en tiro con arco;
- 2017 - medalla de oro, en la modalidad de tiro con arco paralímpico, en el European Para-Archery, en la República Checa;
- 2016 - quinto lugar en la modalidad de tiro con arco paralímpico en los Juegos Paralímpicos de Verano, en Río de Janeiro;
- 2016 - medalla de oro, en la modalidad de tiro con arco paralímpico en la Copa Arizona;
- 2015 - medalla de oro, en la modalidad de tiro con arco paralímpico en los Juegos Parapanamericanos de Toronto y en la Copa Arizona;
- 2012 - quinto lugar en tenis de mesa en los Juegos Paralímpicos de Londres;
- 2007 y 2011 - Bicampeón de los Juegos Parapanamericanos de Río de Janeiro y Guadalajara, respectivamente, en tenis de mesa;
- 2011 - Abanderada brasileña en la ceremonia de clausura de los Juegos Parapanamericanos en Guadalajara (previamente, había llevado la antorcha de los Juegos Parapanamericanos en Río de Janeiro a su paso por Goiás);
- 2008 - quinto lugar en tenis de mesa en los Juegos Paralímpicos de Pekín